# Північний Бахр-ель-Газаль
Північний Бахр-ель-Газаль (араб. شمال بحر الغزال; транслітерувати: Самал Бахр аль-Газаль) — один з 10 колишніх штатів Південного Судану. Він мав площу 30 543 км² і був частиною регіону Бахр-ель-Газаль. Межував з Південним Дарфуром на півночі, Західним Бахр-ель-Газалем на заході і півдні, і Варабом і Аб'єєм на сході. Авейль був столицею штату.
Через свою близькість до Кордофану та наявність залізниці через нього, Північний Бахр-ель-Газаль і прилеглі частини Західного Кордофану на півночі є одними з найбільш політично чутливих регіонів у Судані. Місрія (племена напівкочових арабів, що мешкають в Кордофані) взаємодіяли з дінка (корінними жителями Бахр-Ель-Газалю) в цьому регіоні протягом тривалого часу. Якщо відносини в колоніальну епоху були в основному мирними, недавня війна спричинила початок військових дій. Уряд підтримав місрія, давши їм рішучу перевагу над місцевими групами дінка, і рейди по murahileen бойовиків призвели до значних втрат багатьох людських життів, широко поширилися викрадення і грабежі сіл дінка. Багато з цих рейдів збіглися з рухом поїздів уряду і з поїздів рейсу Кордофан-Вау.

## Уряд
Пол Маланг Аван є губернатором штату. Він присягнувся в новому кабінеті міністрів штату 22 липня 2008 року. Його членами є:
- Заступник губернатора і міністр інформації і зв'язку — Аркенджело Атьян Ден Ангок
- Штатний міністр фінансів — Аджу Гаранг Денг (Аджу Макот)
- Штатний міністр охорони здоров'я — Акон Бол Акок
- Штатний Містер парламентським справам — Гаранг Діїнг Аквонг
- Штатний міністр освіти, науки і технологій — Стівен Чол Ангвес
- Штатний міністр місцевих правоохоронних держави і права Агенти — Бак Луал Бол
- Штатний міністр з фізичної інфраструктури — Гіїр Райні Луал
- Штатний міністр сільського господарства — Ангві Акот
- Генеральний секретар Штатної Ради Міністрів — Їв Ден Нгвел

### Штатні Радники
- Піо Тем Куас Нгоро — радник з політичних питань
- Тонг Атак Мел — Економіка справ радник
- Аток Бол Мадор — Самоврядування
- Ріак Воль Атуер — радник з питань оборони

## Адміністративний поділ
Північний Бахр-ель-Газаль, як і інші штати в Південному Судані, ділиться на повіти:
| Повіт              | Чисельність населення (2008) | Керівник          |
| ------------------ | ---------------------------- | ----------------- |
| Північний Авейль   | 129130                       | Ангві Діїнг Діїнг |
| Східний Авейль     | 309920                       | Діїнг Ахер Нгонг  |
| Західний Авейль    | 166220                       | Санто Аюел Акуей  |
| Центральний Авейль | 41830                        | Ден Дьйо Нювел    |
| Південний Авейль   | 73810                        | ТБА               |